# Domè
Domè è un arrondissement del Benin situato nella città di Zogbodomey (dipartimento di Zou) con 7.599 abitanti (dato 2006).